# List Kijowski

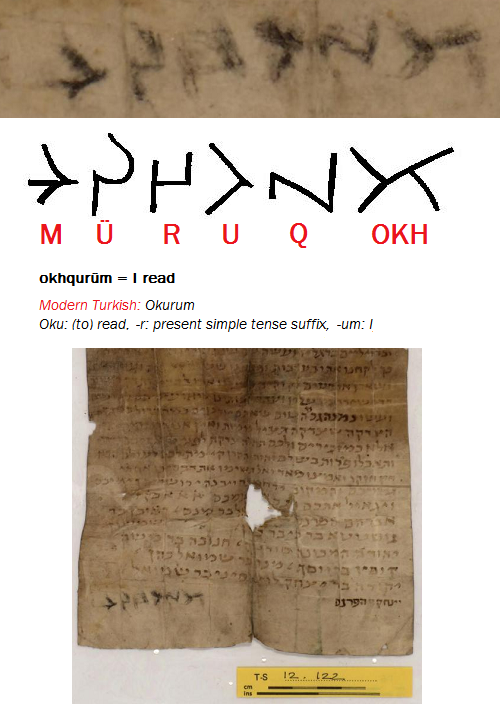
List Kijowski, Biblioteka Uniwersytetu Cambridge

„List kijowski”— list polecający, wydany Marowi Yaakowowi ben Chanutsie przez chazarską wspólnotą żydowską w Kijowie. Według odkrywców, list ten jest najstarszym autentycznym dokumentem spisanym na terenie Rusi Kijowskiej i może pochodzić z X wieku. Dokument jest spisany w starożytnym języku hebrajskim i zawiera pierwszą wzmiankę o Kijowie w formie Qiyyōb (hebr. ‏קייב‎‎).

## Treść
List zawiera prośbę do Żydów z innych miast o przekazanie funduszy na odkupienie Mar Yaakov ben Chanukka. Mówi się, że nigdy wcześniej nie był w potrzebie, dopóki nie poręczył za swojego brata, który brał pieniądze od niewiernych. Brata zabili rabusie, a gdy nadszedł czas spłaty długu, zastawnik trafił do więzienia. Rok później społeczność wykupiła go za 60 monet, ale do jego całkowitego uwolnienia potrzeba było jeszcze 40. Mar Yaakov ben Chanukka tym listem zbiera brakującą kwotę. Na końcu listu znajdują się podpisy (nazwiska) jego rządców. Łącznie 11 osób. Ostatnie słowo jest zapisane starożytnym tureckim pismem runicznym. Jest to prawdopodobnie jedyny zachowany napis chazarski, który oznacza „czytam (to)”.

## Historia odkrycia
List został odkryty wśród kolekcji starożytnych żydowskich rękopisów kairskiej genizy w synagodze Ben-Ezra przez profesora Uniwersytetu w Chicago Normana Golba w 1962 roku. Później do badań pomnika dołączył profesor Uniwersytetu Harvarda, Omelian Pritsak. Autorzy relacjonowali wyniki swoich badań na kilku konferencjach naukowych, aw 1982 r dokument został opublikowany w ich wspólnej monografii, gdzie przetłumaczył Golb i Pritsak - interpretacja. 

## Rękopis

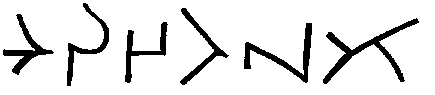
Napis z listu kijowskiego starożytnym tureckim pismem runicznym

Rękopis T-S (szkło) 12.122. jest przechowywany w bibliotece Uniwersytetu Cambridge. Stanowi fragment pergaminu o długości 22,5 cm i szerokości 14,4 cm, który w dwóch miejscach jest uszkodzony i ma siedem pionowych fałd. Tekst jest napisany na przedniej stronie, na odwrotnej stronie - pusty. Atrament jest brązowy (wyblakła czerń). Tekst zajmuje 30 linii.

## Atrybucja
W tekście listu nie ma wskazówek co do czasu jego powstania. Według znaków paleograficznych Norman Golb datował ją na X wiek. Oficjalny charakter źródła pozwala na uznanie go za oryginał, a nie kopię. Fakt odnalezienia listu w Kairze wskazuje, że ostatecznym celem podróży Mara Yaakova był Egipt.
Miejsce napisania listu określa wyrażenie w 8 linijce - „Informujemy, społeczność Kijowa…”. Ta konstrukcja syntaktyczna ma dwie opcje czytania. Albo społeczność kijowska zwraca się do swoich sąsiadów, albo inna społeczność zwraca się do niej. Drugi wariant uznaje się za mało prawdopodobny, gdyż treść listu skierowana jest do wszystkich wspólnot, a nie do konkretnej.
Szereg znaków wskazuje, że autorami listu byli Turcy -Żydzi. Świadczą o tym przede wszystkim niesemickie nazwiska rodowe, wśród których całkiem wyraźnie można odczytać turecki Kabar, Savar i słowiańską Hostyata. Po drugie, niezwykła kompozycja imion żydowskich, charakterystyczna raczej dla prozelitów i mająca odpowiedniki wśród znanych imion chazarskich. I po trzecie, tureckie słowo na końcu dokumentu. Składa się z 6 symboli runicznych, które nie zostały jeszcze przekonująco rozszyfrowane.

## Znaczenie historyczne
Dokument zawiera najwcześniejszą wzmiankę o Kijowie zapisaną w formie Qiyyōb. Ponieważ list jest przykładem prywatnej umowy prawnej, ma wielką wartość dla badania starożytnego ruskiego systemu prawnego. Dostarcza najwcześniejszych dowodów na istnienie niewolnictwa za długi w Rusi. Obejmuje procedury zastawu i poręczenia. Ponadto list jest jednym z odkrytych źródeł pochodzenia chazarskiego (obok listu cara Józefa i listu anonimowego chazarskiego Żyda z X wieku.) Jego odkrycie dodało badaczom wyznającym ideę stosunkowo szerokiego rozpowszechnienia się judaizmu w Chazarii dodatkowy argument.

## Linki i publikacje
- Скан-копія оригіналу Київського листа у цифровій бібліотеці Кембриджського університету
- Пузанов В. В. "Київський лист" як джерело з історії права Древньої Русі.
- Golb, Norman and Omeljan Pritsak. Khazarian Hebrew Documents of the Tenth Century. Ithaca: Cornell Univ. Press, 1982.
- Napolskikh V.V. The “Kievan letter” and the alleged Khazarian rule in Kiev (презентация)
- Інститут української археографії та джерелознавства ім. М. С. Грушевського НАН України. “Київський лист”, 10 ст.